# 엇사각기둥
엇사각기둥(-四角-)은 밑면이 정사각형이고, 옆면이 정삼각형인 엇각기둥이다. 쌍대다면체는 엇사각쌍뿔이며, 꼭짓점 배치는 3.3.3.4이다.
•면:10개
•모서리:16개
•꼭짓점:8개